# Covington (Washington)
Covington è una città degli Stati Uniti d'America, situata nello Stato di Washington e in particolare nella contea di King.